# Homoneura appendicula
Homoneura appendicula är en tvåvingeart som beskrevs av Kim 1994. Homoneura appendicula ingår i släktet Homoneura och familjen lövflugor. Inga underarter finns listade i Catalogue of Life.